# リチャード・バック
リチャード・バック（Richard Bach、1936年6月23日 - ）は、アメリカ合衆国イリノイ州生まれの飛行家、作家。飛行機に関するルポルタージュ風の作品を書いていたが、1970年に『かもめのジョナサン』を発表した。当初はほとんど評判にならなかったが、1972年に突如ベストセラーのトップに躍り出た。各国語に翻訳され、日本でもロングセラーとなっている。
作曲家のヨハン・ゼバスティアン・バッハの子孫だと称している。自己啓発セミナーのシルバ・マインド・コントロール（現シルバメソッド）の卒業生。
2012年8月31日、自家用の飛行機でワシントン州サンフアン島を飛行中、電線に引っかかって飛行機が大破し、重傷を負った。

## 作品
- 『かもめのジョナサン』五木寛之訳　新潮社 1974　のち文庫
- 『王様の空』中田耕治訳　三笠書房　1974
- 『飛べ、銀色の空へ』稲葉明雄訳　草思社　1974
- 『ぼくの複葉機』小鷹信光訳　早川書房　1974
- 『翼の贈物』新庄哲夫訳　新潮社　1975
- 『イリュージョン 退屈してる救世主の冒険』村上龍訳　集英社　1977　のち文庫　
  - 『イリュージョン 悩める救世主の不思議な体験』佐宗鈴夫訳　集英社　2006　のち文庫
- 『夜と嵐をついて』大原寿人訳　筑摩書房　1978
- 『飛べ、光のなかを飛べ、永遠のときを』沼田篤良訳　評論社　1986
- 『One』平尾圭吾訳　ティビーエス・ブリタニカ　1990 のち集英社文庫
- 『翼にのったソウルメイト』飯田昌夫訳　マガジンハウス　1993
- 『僕たちの冒険』北代晋一訳　ティビーエス・ブリタニカ　1997
- フェレット物語 (「フェレットの冒険」(2巻まで)より改題）法村里絵訳　
  - フェレット物語1 海の救助隊 (2008年) 新潮社、のち文庫
  - フェレット物語2 嵐のなかのパイロット (2008年) 新潮社、のち文庫　
  - フェレット物語3 二匹は人気作家 (2009年) 新潮文庫
  - フェレット物語4 大女優の恋 (2009年) 新潮文庫
  - フェレット物語5 名探偵の大発見 (2009年) 新潮文庫
- 『ヒプノタイジング・マリア』 和田穹男監修、 天野惠梨香訳、めるくまーる　2013